# بورگو پاچه
بورگو پاچه (به ایتالیایی: Borgo Pace) یک کومونه در ایتالیا است که در استان پزارو و اوربینو واقع شده‌است.

## خصوصیات
بورگو پاچه ۵۵٫۹۵ کیلومترمربع مساحت و ۶۵۵ نفر جمعیت دارد و ۴۶۹ متر بالاتر از سطح دریا واقع شده‌است.